# ヤマシャクヤク
ヤマシャクヤク（山芍薬、学名：Paeonia japonica）は、ボタン科ボタン属に分類される多年草の1種。

## 概要
茎の高さは、30-40 cm。
葉は3-4枚で互生し、小葉は楕円形-倒卵形。

茎の先端に直径4-5 cmの花を1個つけ、上を向いて開く。緑色の葉形の萼片があり、ふつうは3枚。バナナに似た形状の3本の雌しべの周りには先端が黄色の雄しべが多数付く。花弁は白色で5-7枚、開花時期は4-6月。花が開いているのは3-4日程度。秋に実が熟すと結実しない赤色と結実した黒色の種子ができる。

和名の由来は、山地帯に生え全体がシャクヤクに似ていることによる。山野草として栽培され、苗が販売されている。

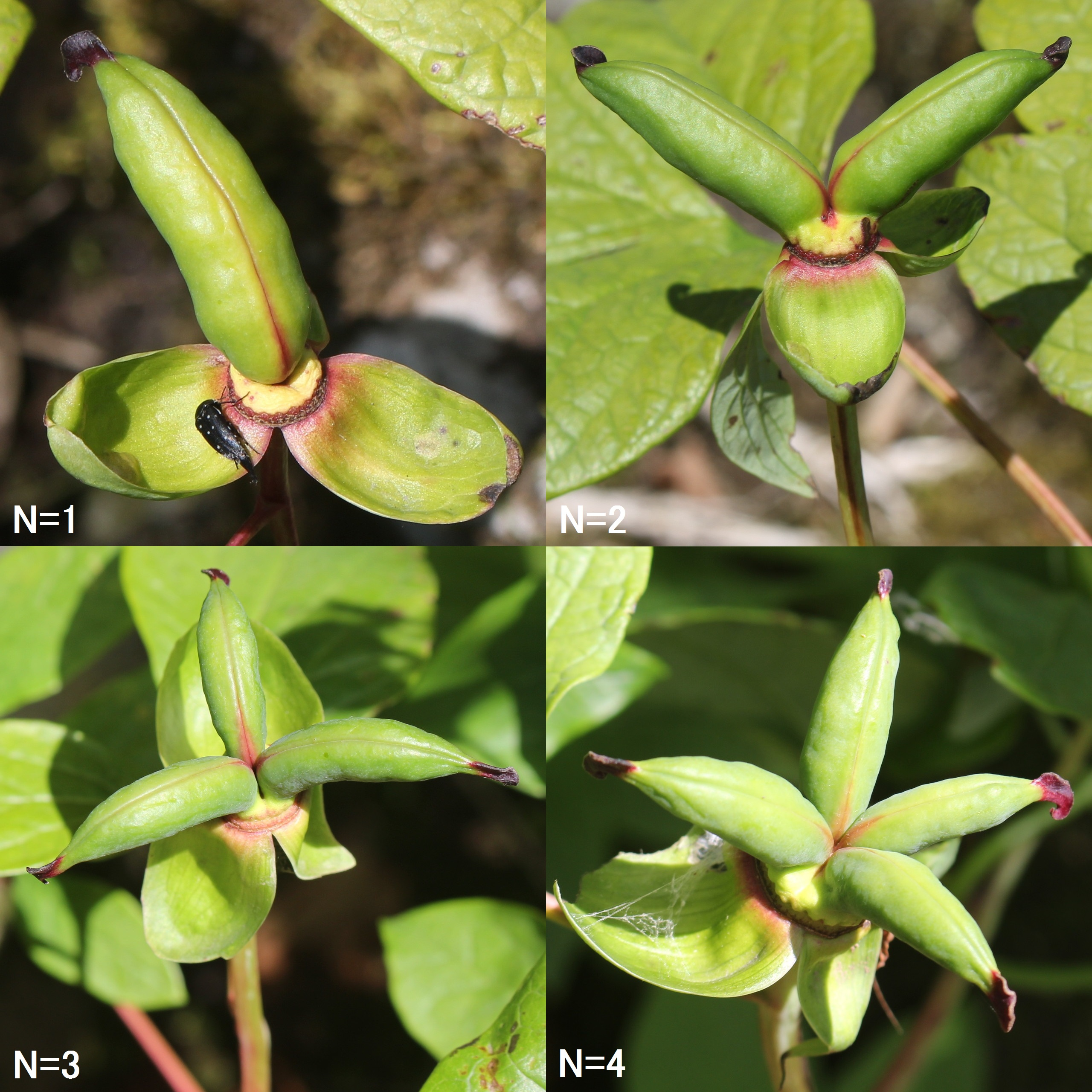
若い果実のバリエーション
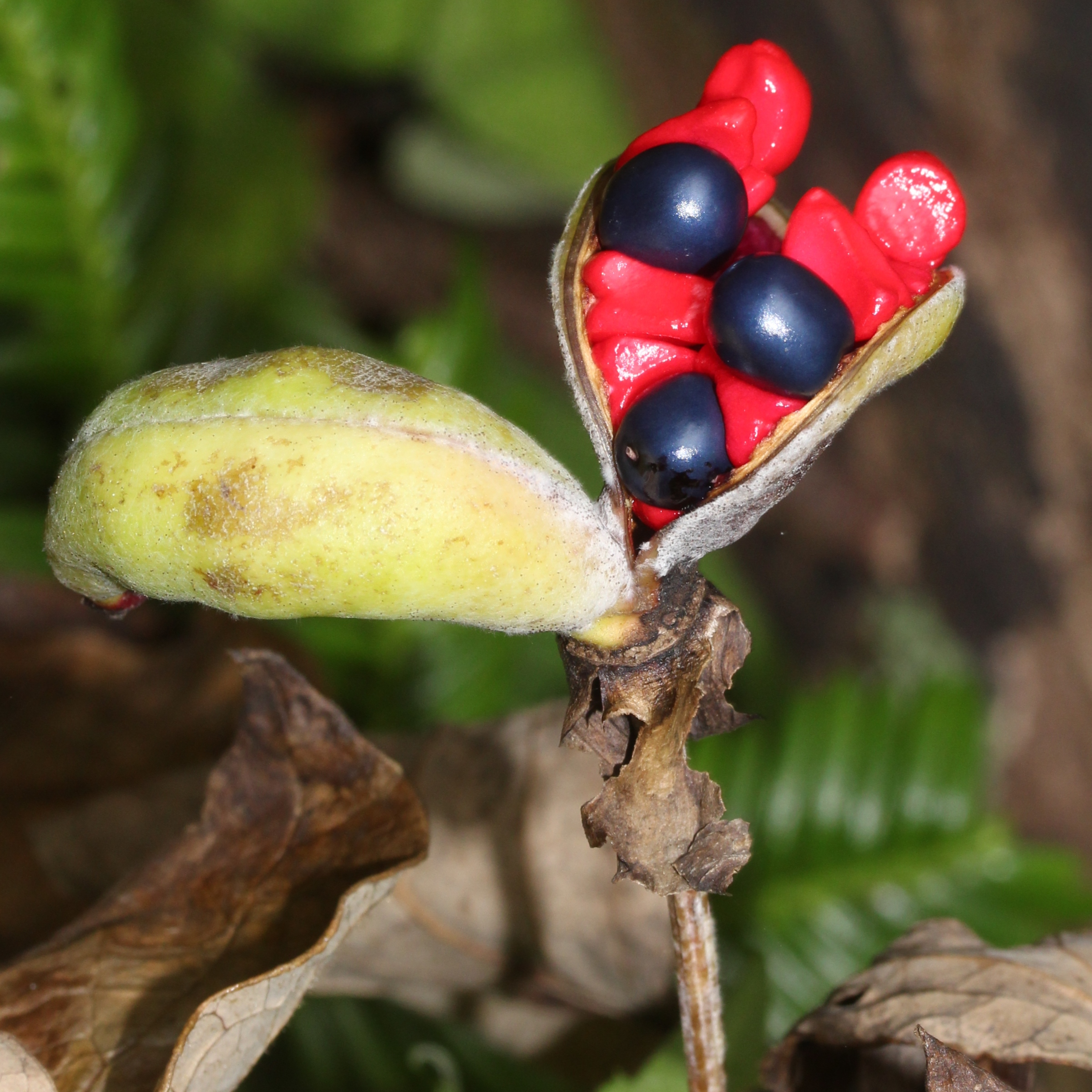
結実しない赤色と結実した黒色の種子

## 分布

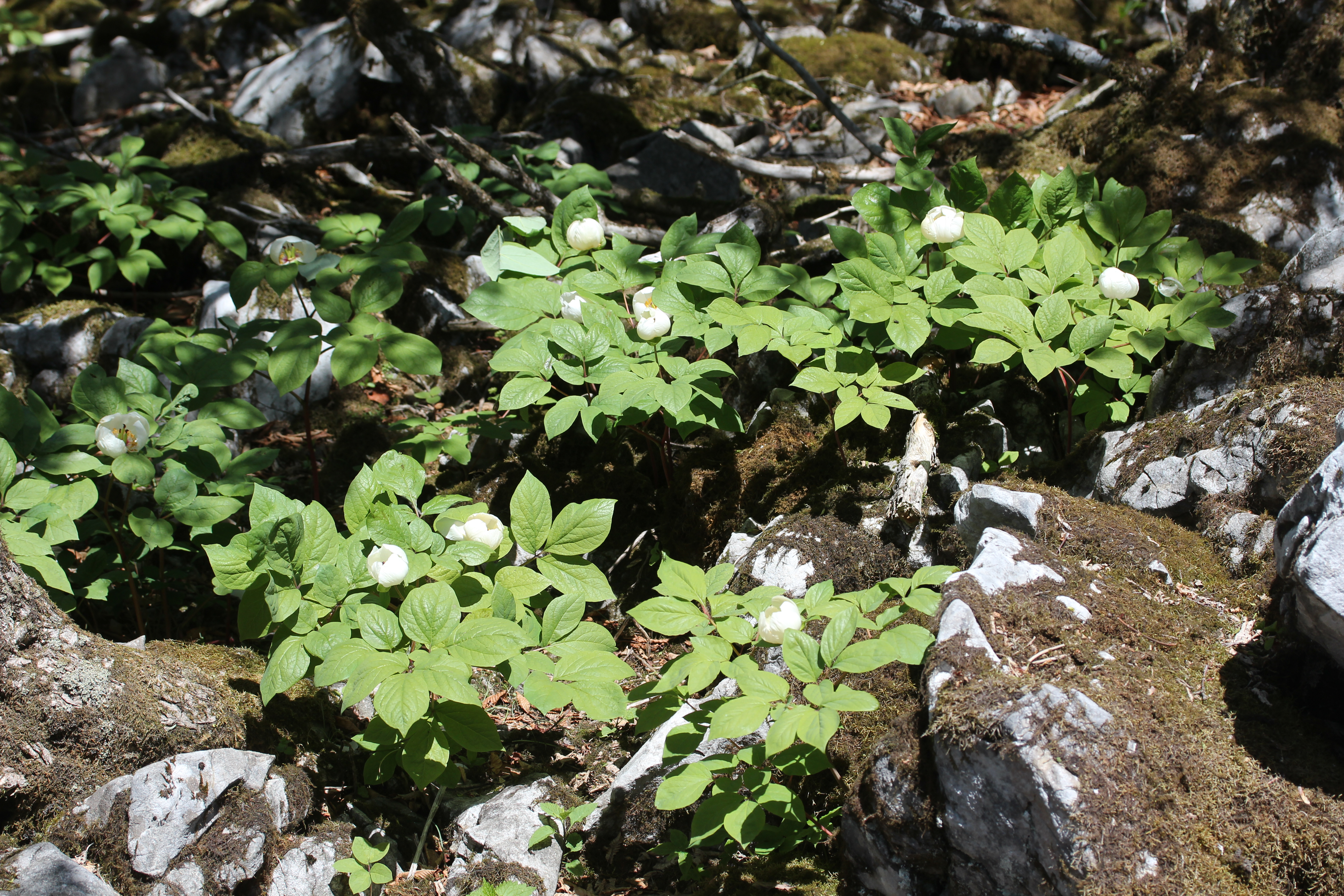
石灰岩質の山地に生育するヤマシャクヤクの群落

朝鮮半島と日本の北海道・本州・四国・九州の落葉広葉樹林下などの山地帯に生える。石灰岩の地を好む傾向がある。

## 近縁種
- ケヤマシャクヤク（Paeonia japonica f. pilosa）
- ベニバナヤマシャクヤク（Paeonia obovata Maxim.）

サハリン・中国東北部・朝鮮半島と日本の北海道・本州・四国・九州に分布する。

赤い花をつけ、雌蕊が5本。

環境省のレッドリストの危急種（VU）。
- ケナシベニバナヤマシャクヤク（Paeonia obovata f. glabra）

## 種の保全状況評価
環境省のレッドリストの準絶滅危惧（NT）に指定されている。2007年に、以前の危急種（絶滅危惧II類）から変更された。総個体数は約20,000、平均減少率は約40%、減少の主要因が園芸用の採集、森林の伐採、林道工事であると推定されている。
日本の以下の都道府県でレッドリストの指定を受けている。
- 絶滅（EX） - 東京都、千葉県
- 絶滅寸前または絶滅危惧種（絶滅危惧I類、CRまたはEN） - 宮城県、群馬県、大阪府、和歌山県、佐賀県、鹿児島県
- 絶滅危惧種（EN） - 福岡県、長崎県
- 危急種（VU） - 青森県、岩手県、山形県、福島県、茨城県、群馬県、埼玉県、新潟県、富山県、福井県、山梨県、長野県、愛知県、三重県、奈良県、岡山県、山口県、香川県
- 準絶滅危惧（NT） - 北海道、秋田県、岐阜県、静岡県、滋賀県、鳥取県、広島県、徳島県、熊本県、大分県、宮崎県

環境省により、上信越高原国立公園・中部山岳国立公園・南アルプス国立公園・秩父多摩甲斐国立公園・八ヶ岳中信高原国定公園などで自然公園指定植物となっている。

## 関連画像

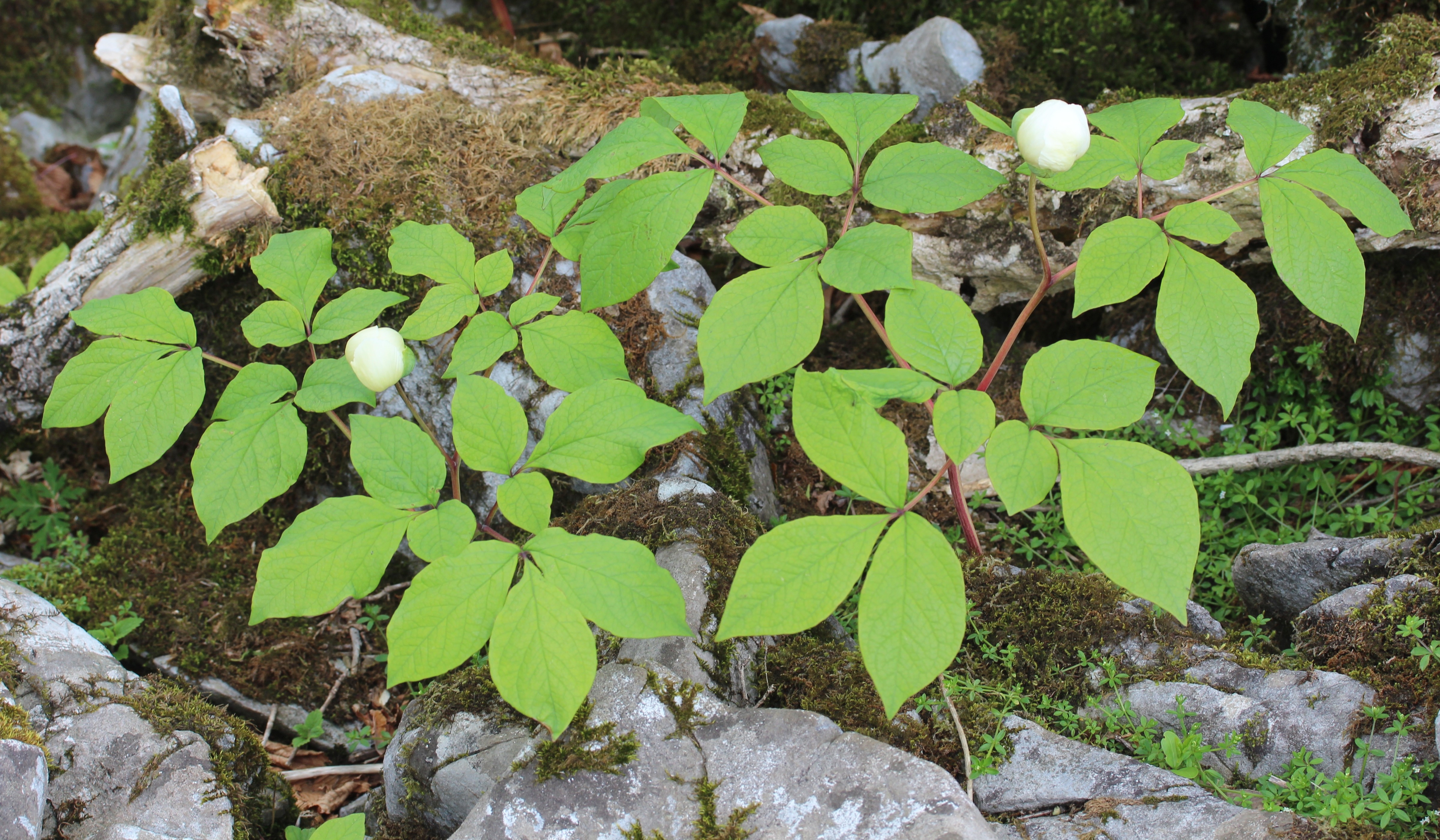
ヤマシャクヤクの蕾
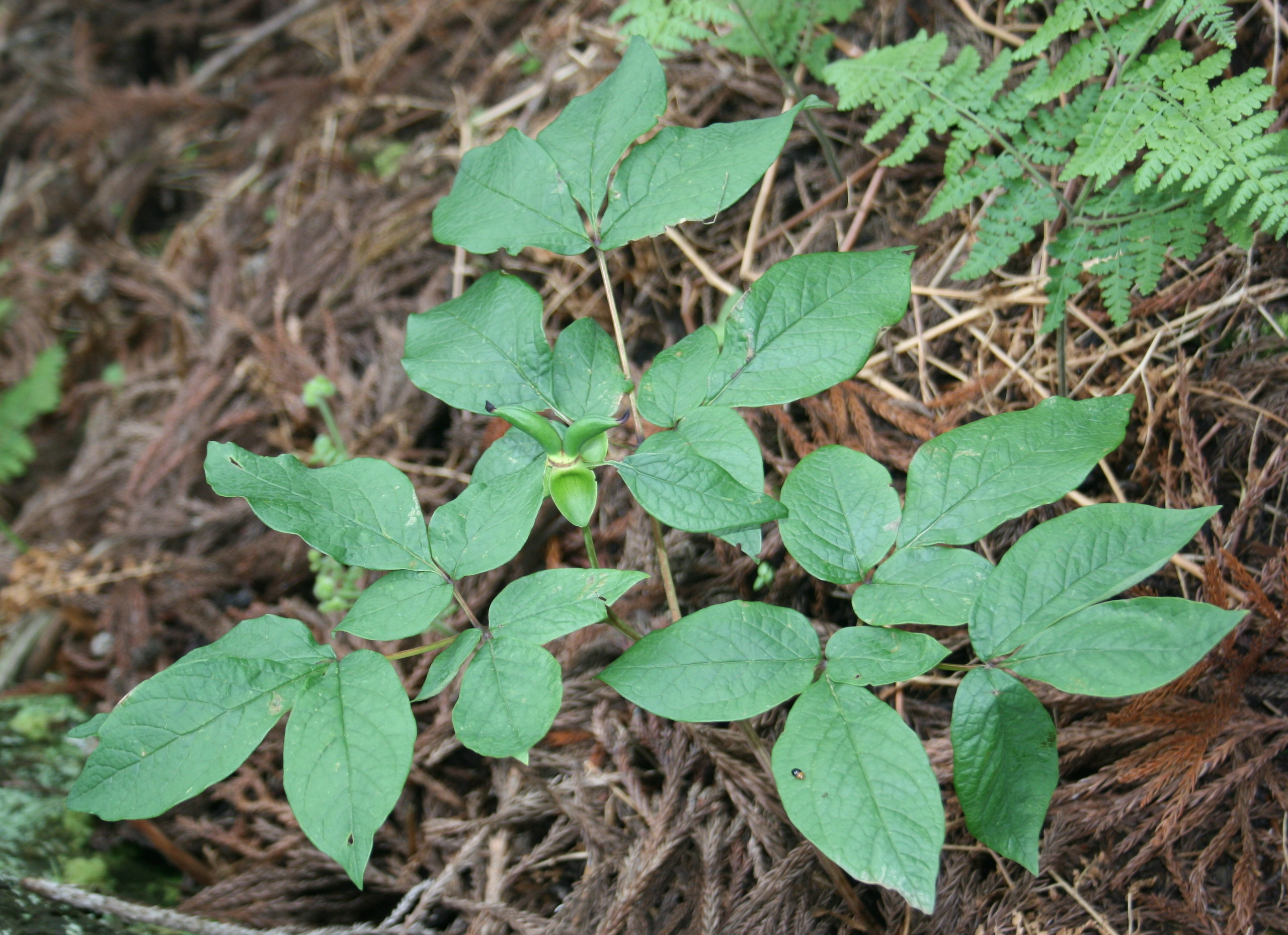
花弁が散った後のヤマシャクヤクの実
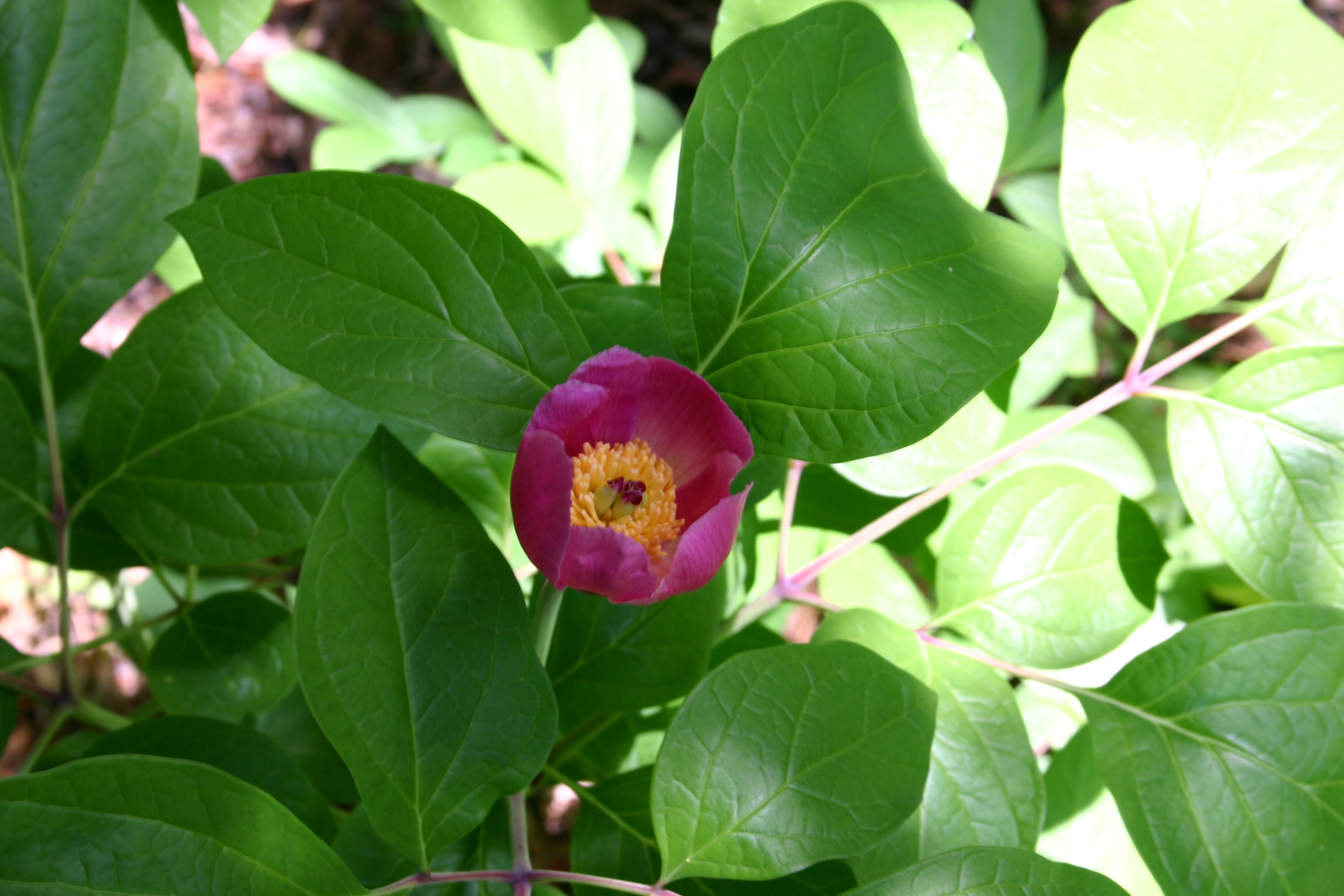
赤い花をつけるベニバナヤマシャクヤク